# Parkia biglobosa
Parkia biglobosa, також відома як африканська сараняча квасоля (західноафриканські назви: néré, dodongba, doruwa, netetou, netto, sumbala або iru) — багаторічне листяне дерево родини Fabaceae, з роду Parkia. Зустрічається в Африці. Вирощується заради стручків, які містять як солодку м'якоть, так і цінне насіння. Ферментація його насіння є важливою економічною діяльністю для місцевих жителів. Різні частини дерева використовуються в лікувальних та харчових цілях.

## Опис
Це листопадний багаторічник, який виростає заввишки від 7 до 20 метрів в деяких випадках до 30 метрів. Дерево-вогнестійкий геліофіт, що характеризується товстою темно-сіро-коричневою корою. Стручки дерева рожеві на початку і стають темно-коричневими, коли повністю дозрівають. В середньому вони мають довжину 30-40 сантиметрів, деякі досягають довжини близько 45 сантиметрів. Кожен стручок може містити до 30 насінин; насіння обгорнуто в солодку, порошкоподібну жовту м'якоть.

## Використання
Географічно Parkia biglobosa можна зустріти в поясі, що тягнеться від узбережжя Атлантичного океану в Сенегалі до південного Судану та північної Уганди.

Щорічне виробництво насіння на півночі Нігерії оцінюється приблизно в 200 000 тонн. Хоча продукція дерева не є поширеною у міжнародній торгівлі, вона становить важливу частину місцевої та регіональної торгівлі в Західній Африці. Насіння особливо цінується в регіоні Сахель, де вони передаються між кордонами.

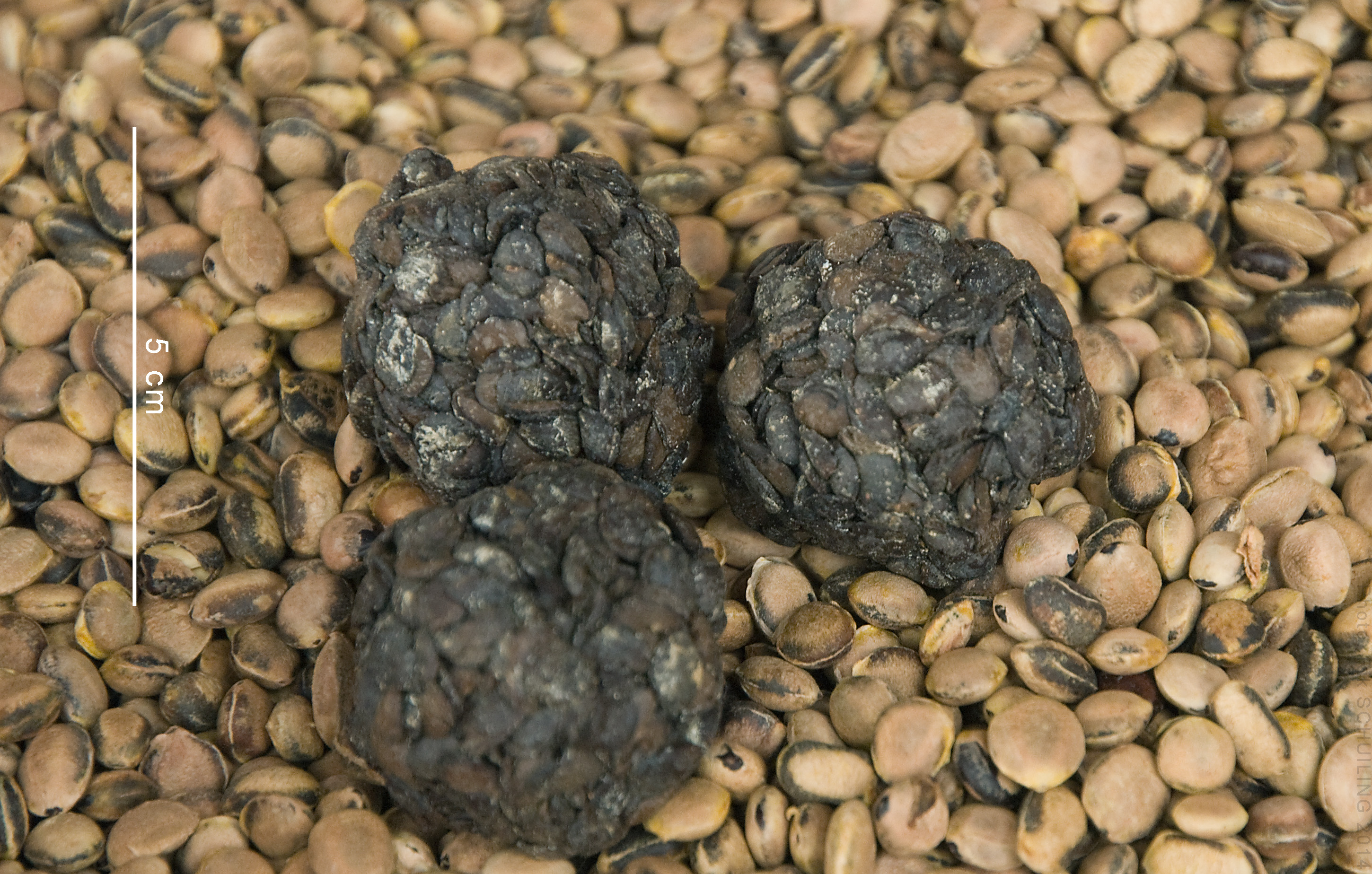
Кульки сумбали (також їх називають давадава) та насіння африканської саранячої квасолі, з яких вони готуються.

Жовта м'якоть, що огортає насіння, природно солодка і переробляється в цінну вуглеводну їжу. Насіння переробляють у приправу, відому як давадава серед хауса та північних племен Гани. Він відомий як сикому серед народу ігбо та іру серед народу йоруба в Нігерії. М'якоть також використовують для приготування напоїв.
Насіння дерева є найціннішою частиною рослини. Вони містять велику кількість ліпідів (29 %), білків (35 %), вуглеводів (16 %) і є хорошим джерелом жиру та кальцію для сільських жителів. Насіння спочатку обробляють, щоб видалити оболонку, а потім ферментують. Потім насіння можна подрібнити в порошок, сформувати у коржі. У дослідженні, проведеному з приводу бродіння давадави, було виявлено, що листя Gmelina arborea та листя банана прискорюють бродіння насіння, одночасно збільшуючи вміст жиру, білка та вологи, але також зменшуючи вміст вуглеводів.
Вирощування цього дерева можна розглядати як важливу економічну діяльність для багатьох африканців, включаючи значну частину жінок. Плоди дорого продаються в Буркіна-Фасо; «Більше 50 % респондентів загальнонаціонального опитування сказали, що брали участь у його торгівлі». Переважно жінки займаються продажем ферментованого насіння (давадава), хоча і чоловіки, і жінки однаково інтегровані у торгівлю сухим насінням.

## Галерея

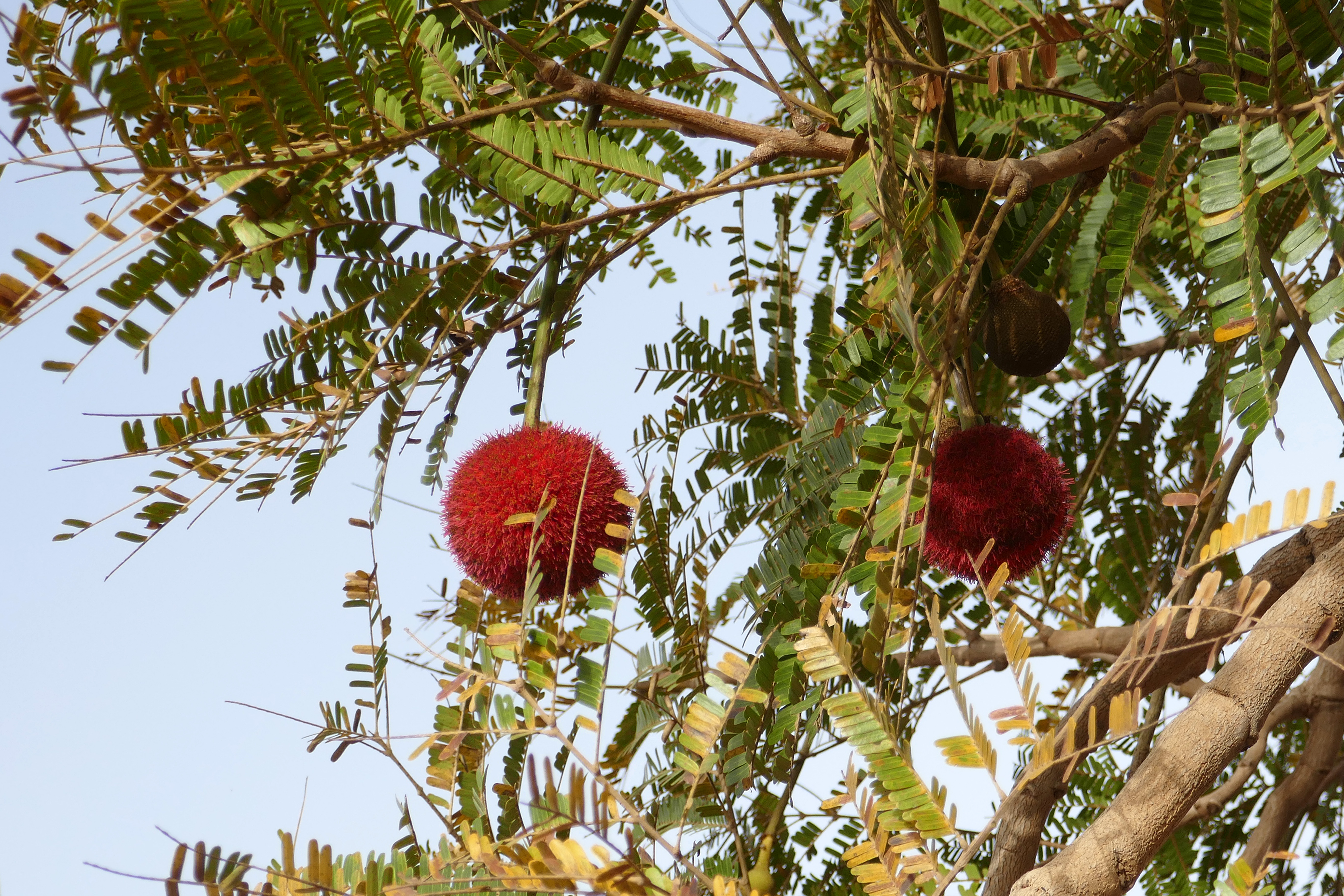
Квіти
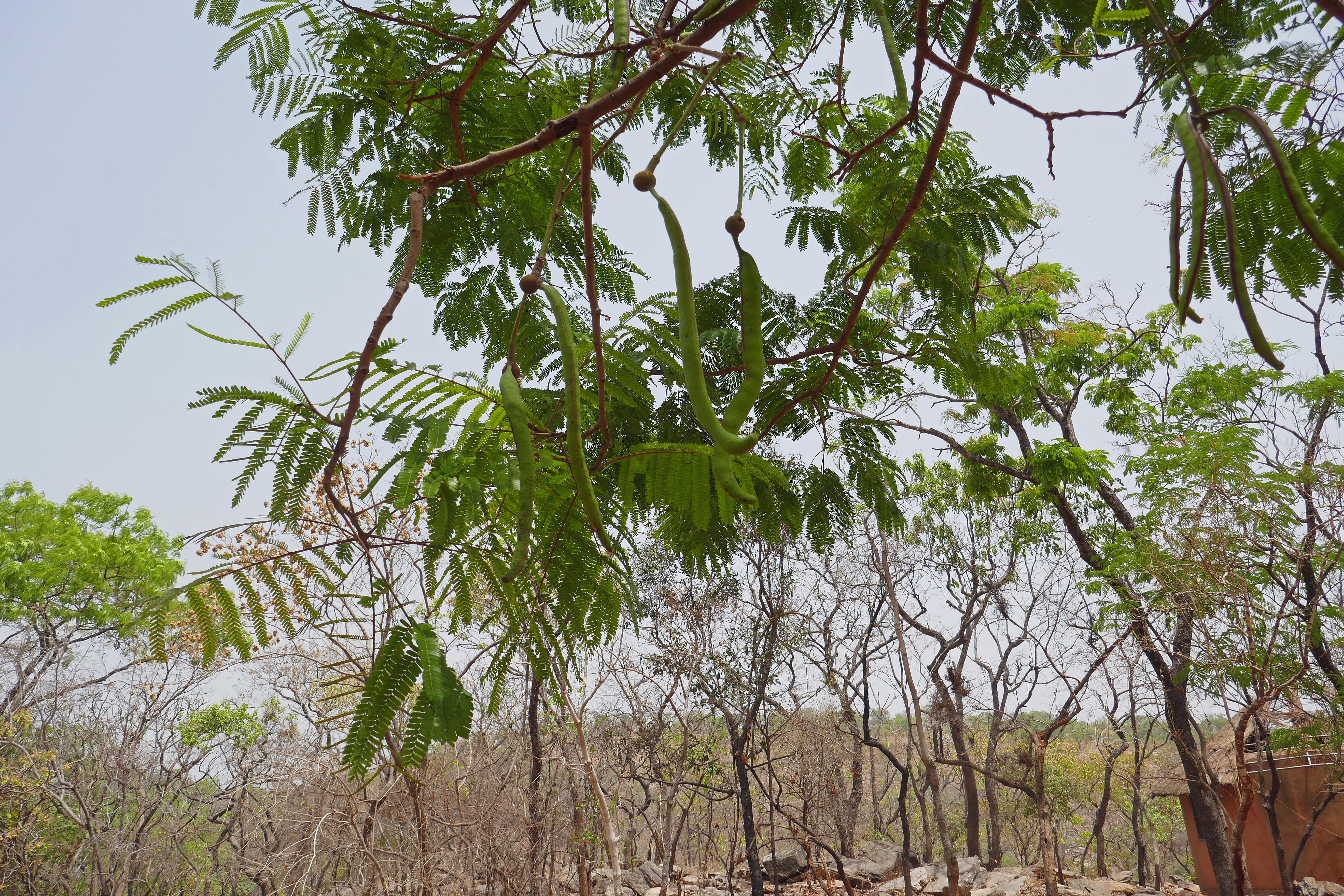
Листя
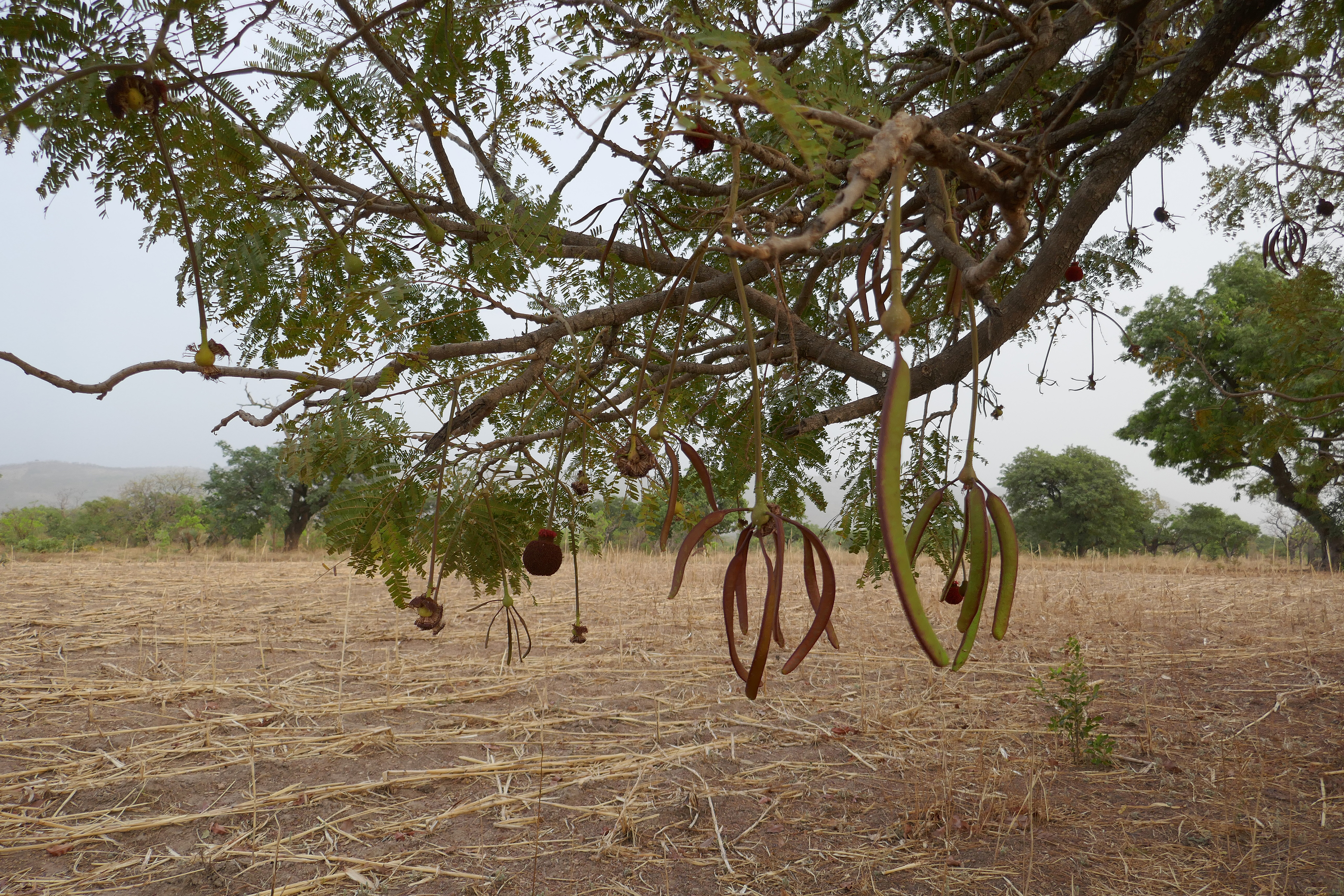
Стручки
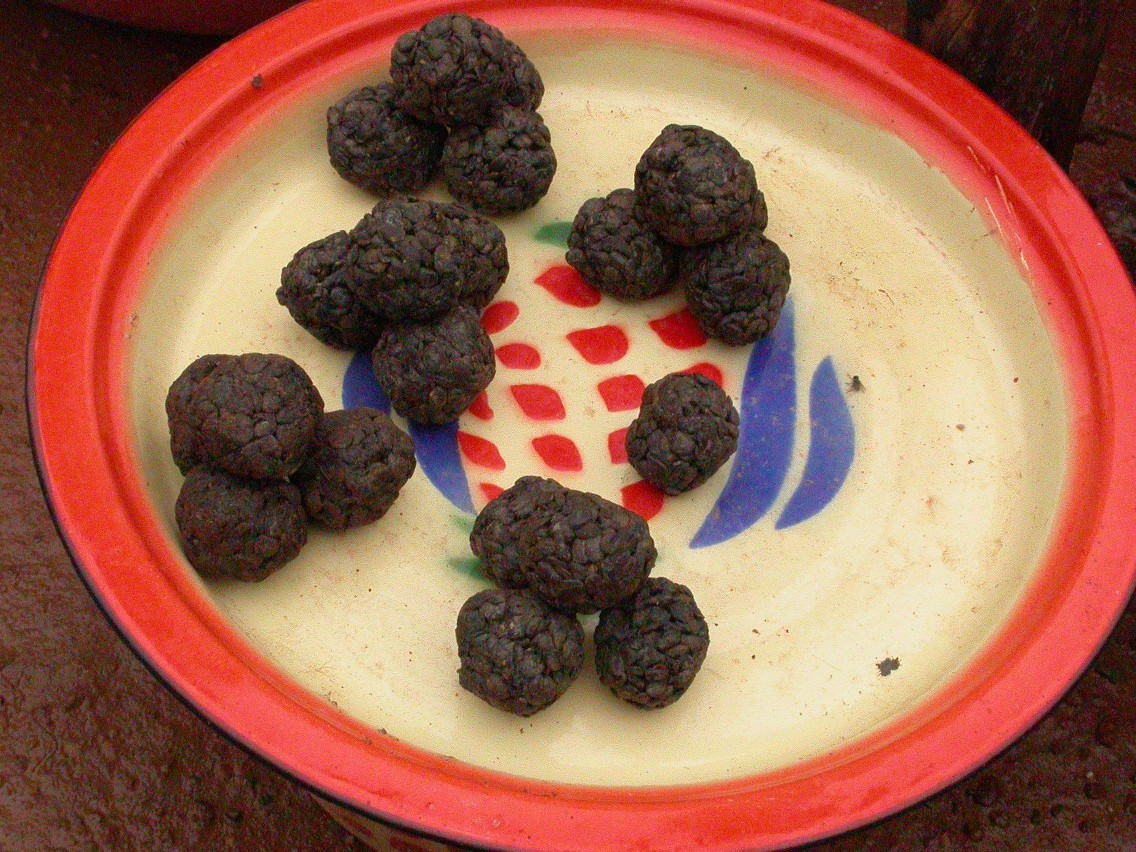
Сумбала
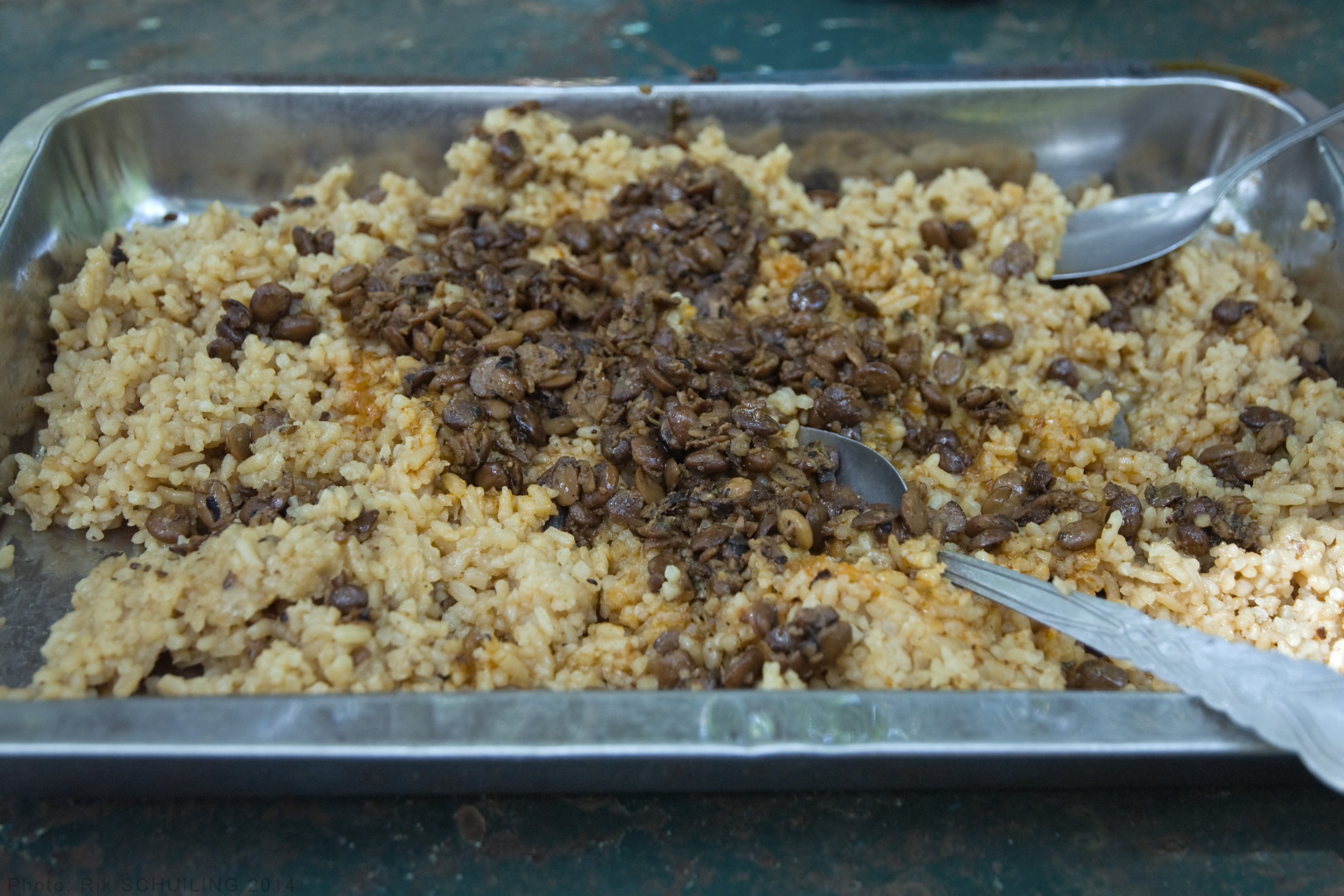
Рис з сумбалою